# Естефанія Альварес
Естефанія Альварес (ісп. Estefanía Álvarez, 25 серпня 1994) — колумбійська синхронна плавчиня.
Учасниця Олімпійських Ігор 2016, 2020 років.